# Larry Beinhart
Œuvres principales
- Le Bibliothécaire (Librarian)

Larry Beinhart est un écrivain américain dont la biographie évasive est volontairement laissée telle quelle par l’auteur lui-même. Né en 1947, ancien journaliste politique, scénariste, producteur et animateur pour la télévision, il est devenu écrivain et est aujourd’hui principalement connu pour cette activité. Il a obtenu plusieurs prix littéraires, dont l’Edgar du meilleur premier roman en 1987 ou le Grand prix de littérature policière en France en 2006. Son roman Reality Show (Wag the Dog) est devenu au cinéma le film Des hommes d'influence réalisé par Barry Levinson avec Dustin Hoffman, Robert De Niro et Anne Heche dans les rôles principaux.

## Biographie
Il débute comme journaliste politique et travaille pour divers journaux et magazines américains dont le Los Angeles Times, Newsday, The International Herald Tribune ou Esquire. Il collabore également pour la télévision où il produit et anime une émission de politique. Il signe en collaboration le scénario du film Rebel en 1970, devenu célèbre après-coup grâce à la nouvelle notoriété de Sylvester Stallone.
Comme romancier, il commence sa carrière littéraire en 1986 avec le roman No One Rides for Free, mettant en scène le détective privé Tony Casella. Il remporte l’Edgar du meilleur premier roman pour ce travail l’année suivante. Tony Casella connaît alors deux nouvelles publications.
Après l'abandon du personnage de Casella, il publie en 1993 Americain Hero, un livre situé quelque part entre le roman noir et le pamphlet satirique contre la politique américaine. Il est traduit en français en 1995 au sein de la collection La Noire sous le titre Reality Show. Ce livre raconte l’histoire fictive de George Bush père, mis en scène ici en tant que candidat à la Présidence des États-Unis et éclaboussé par un scandale sexuel. Pour ne pas perdre les élections, il organise avec son entourage une diversion médiatique et met alors en place une guerre fictive. Ce roman est adapté par Barry Levinson au cinéma en 1997 sous le titre Des hommes d'influence, avec Dustin Hoffman, Robert De Niro, Anne Heche et Woody Harrelson dans les rôles principaux. Il sort aux États-Unis moins d'un mois avant le début du scandale sexuel impliquant le Président Bill Clinton et une stagiaire de la Maison-Blanche, Monica Lewinsky. La réalité rejoint la fiction quand les États-Unis s'engagent dans trois opérations militaires pendant l’enquête, provoquant la réaction critique de certains médias et prêtant ainsi au livre et au film une vision prémonitoire. 
Beinhart revient à l’écriture en 2004 avec le roman The Librarian dans lequel il évoque à nouveau la politique américaine. Ce roman raconte de manière détournée et indirecte l’élection présidentielle controversé de George W. Bush en 2000 aux États-Unis. Traduit à la Série noire en 2005 sous le titre Le Bibliothécaire, il remporte le Grand prix de littérature policière en 2006.
Son dernier roman intitulé Salvation Boulevard, écrit en 2008, est traduit à la Série noire en 2010 sous le titre L’Évangile du billet vert. Il narre l’enquête de Carl Vanderveer, un ex-policier alcoolique sauvé par la religion. À la demande d’un ami, il choisit d’enquêter sur le meurtre d’un professeur athée par un étudiant américain d’origine iranienne, et ce malgré les réticences de sa femme et de son église. Il offre surtout l’occasion à Beinhart d’écrire sur la communauté évangélique américaine, le fanatisme religieux de ses membres et le marché juteux qui en découle. Ce roman devient au cinéma la comédie Salvation Boulevard, réalisé par George Ratliff, avec Pierce Brosnan, Jennifer Connelly, Ed Harris et Marisa Tomei dans les rôles principaux.

### SérieTony Casella
- No One Rides for Free (1986)
- You Get What You Pay for (1988)
- Foreign Exchange (1991)
- The Deal Goes Down (2022)

### Autres romans
- American Hero ou Wag the Dog(1993) Publié en français sous le titre Reality Show, traduction de Francis Kerline, Paris, La Noire, 1995, réédition Paris, Gallimard, Folio policier, no 313, 2003.
- How to Write a Mystery (1996)
- The Librarian (2004) Publié en français sous le titre Le Bibliothécaire, traduction de Patrice Carrer, Paris, Série noire, 2005, réédition Paris, Gallimard, Folio policier, no 466, 2007.
- Fog Facts: Searching for Truth in the Land of Spin (2005)
- Salvation Boulevard (2008) Publié en français sous le titre L’Évangile du billet vert, traduction de Samuel Todd, Paris, Série noire, 2010, réédition Paris, Gallimard, Folio policier, no 647, 2012.

## Filmographie

### Comme auteur adapté

#### Au cinéma
- 1997 : Des hommes d'influence (Wag the Dog), film américain réalisé par Barry Levinson d’après le roman éponyme, avec Dustin Hoffman, Robert De Niro et Anne Heche.
- 2011 : Salvation Boulevard, film américain réalisé par George Ratliff d’après le roman éponyme, avec Pierce Brosnan, Jennifer Connelly, Ed Harris, Greg Kinnear et Marisa Tomei.

### Comme scénariste

#### Au cinéma
- 1970 : Rebel (No Place to Hide) de Robert Allan Schnitzer, avec Sylvester Stallone.

## Prix et distinctions notables

### Prix
- Prix Edgar-Allan-Poe 1987 du meilleur premier roman pour No One Rides for Free[1].
- Grand prix de littérature policière 2006 pour Le Bibliothécaire (The Librarian)[2].

### Nominations
- Prix Shamus 1987 du meilleur premier roman pour No One Rides for Free[3].
- Prix Edgar-Allan-Poe 2005 du meilleur livre de poche pour The Librarian[1].
- Prix Barry 2005 du meilleur livre de poche pour The Librarian[4].
- Prix Shamus 2009 du meilleur roman pour Salvation Boulevard[3].